# Granzotto (famiglia)
I Granzotto sono una famiglia della nobiltà minore originaria del trevigiano in Veneto La dinastia discende dal nobile condottiero ser Girolamo Granzo detto Girolamo Granchio, luogotenente al servizio del generale della Repubblica di Venezia conte Bartolomeo d'Alviano, a cavallo tra la fine del 1400 e l’inizio del 1500.

La famiglia ha storicamente posseduto vaste tenute agricole le più importanti delle quali sono Valle Grassabò nei pressi di Jesolo e Sarlima nei pressi di Sacile.

## I Granzotto a Sacile
Nel 1800 il ramo preminente e possidente della famiglia si trasferisce dal trevigiano a Sacile dove partecipa attivamente alla vita politica, sociale e culturale della città. I membri della famiglia Granzotto rivestono infatti molte cariche istituzionali tra le quali tre sindaci.
Il casato dei Granzotto si imparenta anche con le nobili famiglie Totulo (sec. XVI e XVIII),
De Zorzi (sec. XVIII), di Collalto (sec. XVIII), Roncon Grandis di Visnivico (sec. XIX), Formosa di Cava dei Tirreni (sec. XIX), Sartori di Borgoricco (sec. XIX), Cattaneo di Sedrano (sec. XX).
Alla fine del 1800 la famiglia Granzotto, con il matrimonio tra Ugo Granzotto (n.1870) e Angelica Sartori Grandis (n. 1980) si imparenta con la famiglia Grandis, Conti Di Visnivico, succedendo a quest’ultima.

## Amministratori locali
- Lorenzo Granzotto (n.1834) riveste la carica di sindaco dal 1875 al 1881.[13]
- Ugo Granzotto (n. 1870), ingegnere incaricato di numerose opere pubbliche fondamentali come scuole e acquedotto di Sacile, riveste la carica di sindaco dal 1924 fino alla sua morte nel 1925. Riveste anche la carica di consigliere provinciale di Udine.[13]
- Lorenzo Granzotto (n. 1904) Riveste la carica di Segretario politico del direttorio del Fascio di Sacile, di presidente della sezione dell’istituto fascista di cultura e podestà a Polcenigo.[14]
- Angelico Granzotto (n. 1908) Ispettore federale del Partito Nazionale Fascista per la zona di Sacile a raggio mandamentale.[15]

## Personaggi illustri
Lorenzo Granzotto (1904-1941) detto Renzo, sposato con la contessa Giulia Cattaneo di Sedrano, Tenente degli Alpini, Medaglia d’Argento al Valor militare, partecipa alla Marcia su Roma, Cavaliere dell’Ordine della Corona d’Italia a soli 32 anni, caduto nel pomeriggio dell’8 marzo 1941 sul fronte greco-albanese, mentre: “alla testa dei suoi valorosi alpini mitragliava, impavido e sprezzante del pericolo, il nemico.”
Segretario del direttorio del Fascio di Sacile, podestà di Polcenigo, comandante della locale compagnia del X reggimento Alpini, presidente della sezione dell’Istituto fascista di cultura, fondatore C.A.I. (Club alpino italiano) di Sacile. A lui e al commilitone Antonio Marchi caduti in battaglia è dedicato il Bivacco Marchi-Granzotto. Gli è stata dedicata una via di Sacile.